# Resolução 55 do Conselho de Segurança das Nações Unidas
Resolução 55 do Conselho de Segurança das Nações Unidas, aprovada em 29 de julho de 1948, tendo recebido um relatório da Comissão de Bons Ofícios sobre um impasse nas negociações políticas e comerciais na Indonésia, o Conselho apelou aos governos dos Países Baixos e da República da Indonésia para manter estrita observância tanto da militar e econômica elementos do Acordo Renville e pôr em prática mais cedo e totalmente seus doze princípios políticos.
Foi aprovada com 9 votos, e com duas abstenções da Ucrânia e a União Soviética.